# Flevoland
Flevoland Hollandia egyik tartománya. Székhelye: Lelystad. Lakosainak száma 399 893 fő (2013. december 31.). Flevoland Észak-Holland, Utrecht, Overijssel, Frízföld és Gelderland tartományokkal határos.